# 原宿 (横浜市)
原宿（はらじゅく）は、神奈川県横浜市戸塚区の地名。現行行政地名は原宿一丁目から原宿五丁目。住居表示実施済み区域。

## 地理
戸塚区南西部に位置する。北で深谷町、北東で戸塚町、東で栄区金井町、南で小雀町、西で東俣野町、北西で俣野町と隣接する。

### 面積
面積は以下の通りである。
| 丁目       | 面積（km²） |
| ---------- | ----------- |
| 原宿一丁目 | 0.181       |
| 原宿二丁目 | 0.248       |
| 原宿三丁目 | 0.376       |
| 原宿四丁目 | 0.384       |
| 原宿五丁目 | 0.183       |
| 計         | 1.372       |

### 地価
住宅地の地価は、2025年（令和7年）1月1日の公示地価によれば、原宿1-28-22の地点で14万2000円/m²、原宿4-33-20の地点で12万9000円/m²となっている。

## 歴史
古くは相模国鎌倉郡原宿村であり、東海道（現国道1号）が通過する。原宿は戸塚宿と藤沢宿の中間の高台に設けられた間の宿であり、「原宿」の地名もこれに由来する。1889年の町村制施行により深谷村・汲沢村と合併して富士見村が発足。1915年には富士見村が俣野村・長尾村の旧小雀村域と合併して大正村が発足し、1939年に大正村が横浜市に編入された。旧大正村の村域であった、東俣野町、小雀町、深谷町などとともに大正地区と呼ばれ、原宿はその中心に位置する。

### 沿革
- 1939年（昭和14年）4月1日 - 横浜市に編入。横浜市戸塚区原宿町となる[8]。
- 1960年（昭和35年）1月15日 - 飛地整理による町名変更により、深谷町の一部を原宿町に編入[9]。
- 1969年（昭和44年）10月1日 - 行政区再編成に伴い、戸塚区を再設置。横浜市戸塚区原宿町となる[10]。
- 1972年（昭和47年）11月1日 - 俣野町の一部を原宿町に編入、深谷町との境界を変更する[11]。
- 1986年（昭和61年）11月3日 - 行政区再編成に伴い、戸塚区を再設置。横浜市戸塚区原宿町となる[12]。
- 1987年（昭和62年）6月15日 - 小雀町、戸塚町、栄区金井町の各一部を原宿町に編入[12]。
- 1999年（平成11年）10月25日 - 住居表示の実施に伴い、小雀町、原宿町、深谷町の各一部から原宿一丁目、原宿二丁目、原宿三丁目、原宿四丁目、原宿五丁目を新設し、原宿町の残部を小雀町、戸塚町へ編入。同時に原宿町は廃止となる[13]。

### 町名の変遷
| 実施後     | 実施年月日                 | 実施前（各町名ともその一部） |
| ---------- | -------------------------- | ---------------------------- |
| 原宿一丁目 | 1999年（平成11年）10月25日 | 小雀町、原宿町（各一部）     |
| 原宿二丁目 | 1999年（平成11年）10月25日 | 原宿町（一部）               |
| 原宿三丁目 | 1999年（平成11年）10月25日 | 原宿町、深谷町（各一部）     |
| 原宿四丁目 | 1999年（平成11年）10月25日 | 原宿町、深谷町（各一部）     |
| 原宿五丁目 | 1999年（平成11年）10月25日 | 小雀町、原宿町（各一部）     |

## 世帯数と人口
2025年（令和7年）6月30日現在（横浜市発表）の世帯数と人口は以下の通りである。
| 丁目       | 世帯数    | 人口     |
| ---------- | --------- | -------- |
| 原宿一丁目 | 946世帯   | 1,994人  |
| 原宿二丁目 | 716世帯   | 1,355人  |
| 原宿三丁目 | 1,553世帯 | 3,128人  |
| 原宿四丁目 | 1,659世帯 | 3,022人  |
| 原宿五丁目 | 1,250世帯 | 2,302人  |
| 計         | 6,114世帯 | 11,801人 |

### 人口の変遷
国勢調査による人口の推移。
| 年                 | 人口   |
| ------------------ | ------ |
| 1995年（平成7年）  | 11,938 |
| 2000年（平成12年） | 13,359 |
| 2005年（平成17年） | 12,696 |
| 2010年（平成22年） | 12,575 |
| 2015年（平成27年） | 12,289 |
| 2020年（令和2年）  | 12,171 |

### 世帯数の変遷
国勢調査による世帯数の推移。
| 年                 | 世帯数 |
| ------------------ | ------ |
| 1995年（平成7年）  | 4,106  |
| 2000年（平成12年） | 5,044  |
| 2005年（平成17年） | 4,951  |
| 2010年（平成22年） | 5,261  |
| 2015年（平成27年） | 5,292  |
| 2020年（令和2年）  | 5,469  |

## 学区
市立小・中学校に通う場合、学区は以下の通りとなる（2024年11月時点）。
| 丁目       | 番・番地等                                     | 小学校             | 中学校               |
| ---------- | ---------------------------------------------- | ------------------ | -------------------- |
| 原宿一丁目 | 全域                                           | 横浜市立小雀小学校 | 横浜市立南戸塚中学校 |
| 原宿二丁目 | 29〜51番、52番16〜20号 53番1〜21号、54番1〜8号 | 横浜市立小雀小学校 | 横浜市立南戸塚中学校 |
| 原宿二丁目 | 1〜28番、52番1〜15号 54番9〜12号、55〜61番     | 横浜市立小雀小学校 | 横浜市立大正中学校   |
| 原宿三丁目 | 全域                                           | 横浜市立大正小学校 | 横浜市立大正中学校   |
| 原宿四丁目 | 全域                                           | 横浜市立大正小学校 | 横浜市立大正中学校   |
| 原宿五丁目 | 全域                                           | 横浜市立小雀小学校 | 横浜市立大正中学校   |

## 事業所
2021年（令和3年）現在の経済センサス調査による事業所数と従業員数は以下の通りである。
| 丁目       | 事業所数  | 従業員数 |
| ---------- | --------- | -------- |
| 原宿一丁目 | 14事業所  | 61人     |
| 原宿二丁目 | 42事業所  | 473人    |
| 原宿三丁目 | 61事業所  | 1,582人  |
| 原宿四丁目 | 110事業所 | 1,443人  |
| 原宿五丁目 | 22事業所  | 286人    |
| 計         | 249事業所 | 3,845人  |

### 事業者数の変遷
経済センサスによる事業所数の推移。
| 年                 | 事業者数 |
| ------------------ | -------- |
| 2016年（平成28年） | 241      |
| 2021年（令和3年）  | 249      |

### 従業員数の変遷
経済センサスによる従業員数の推移。
| 年                 | 従業員数 |
| ------------------ | -------- |
| 2016年（平成28年） | 3,266    |
| 2021年（令和3年）  | 3,845    |

## 施設
- 横浜医療センター
- 横浜市立大正小学校
- 横浜市立大正中学校
- 戸塚区役所大正職員派出所
- 都市再生機構大正団地
- 県営原宿団地
- 原宿公園
- 聖母の園

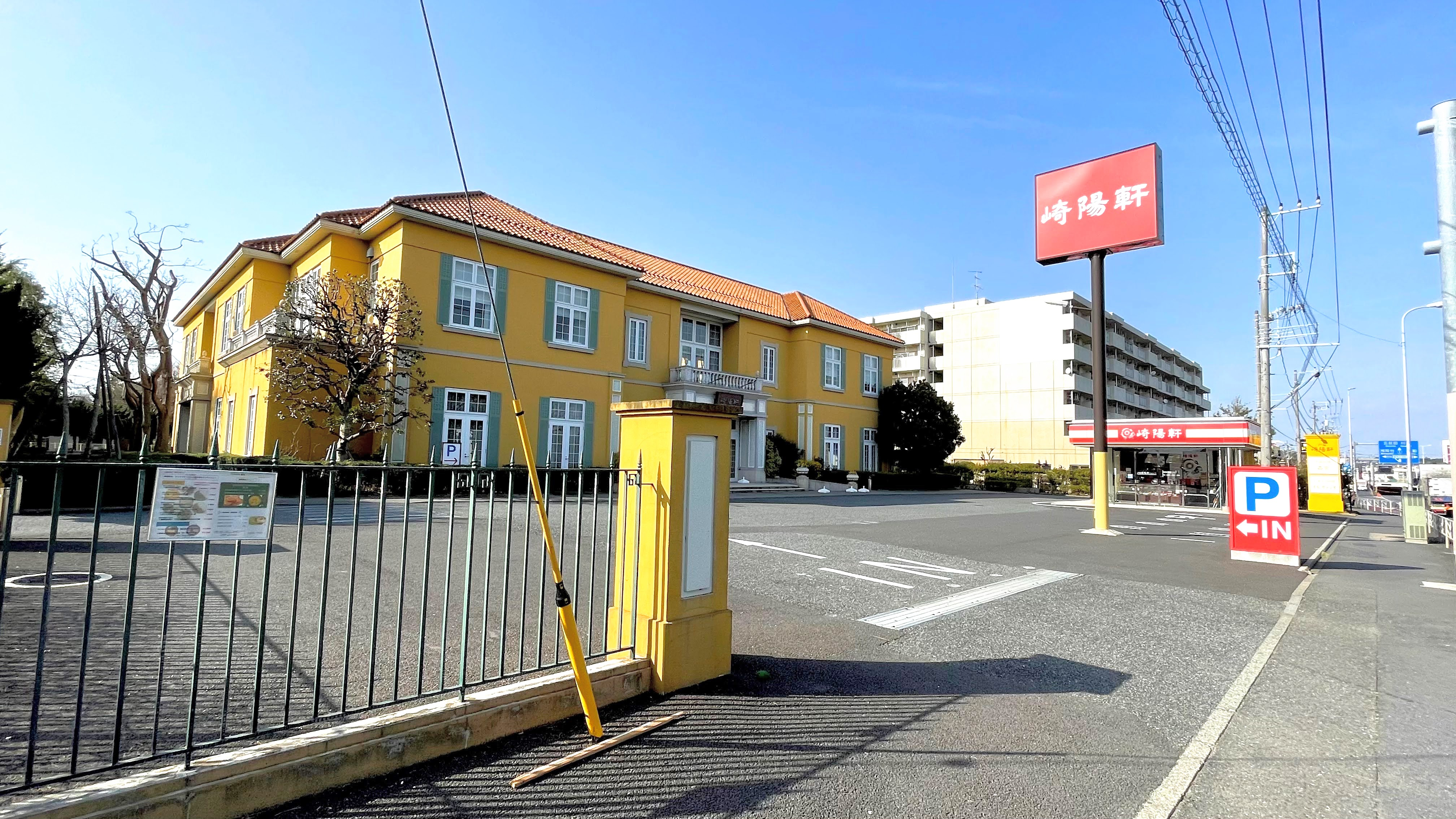
戸塚崎陽軒

- 戸塚崎陽軒 - 国道1号沿いのロードサイド店舗。2025年2月28日閉店[23]。

## 原宿交差点
| 国道1号標識         | 神奈川県道23号標識 |
| 神奈川県道402号標識 | 都道府県道18号標識 |

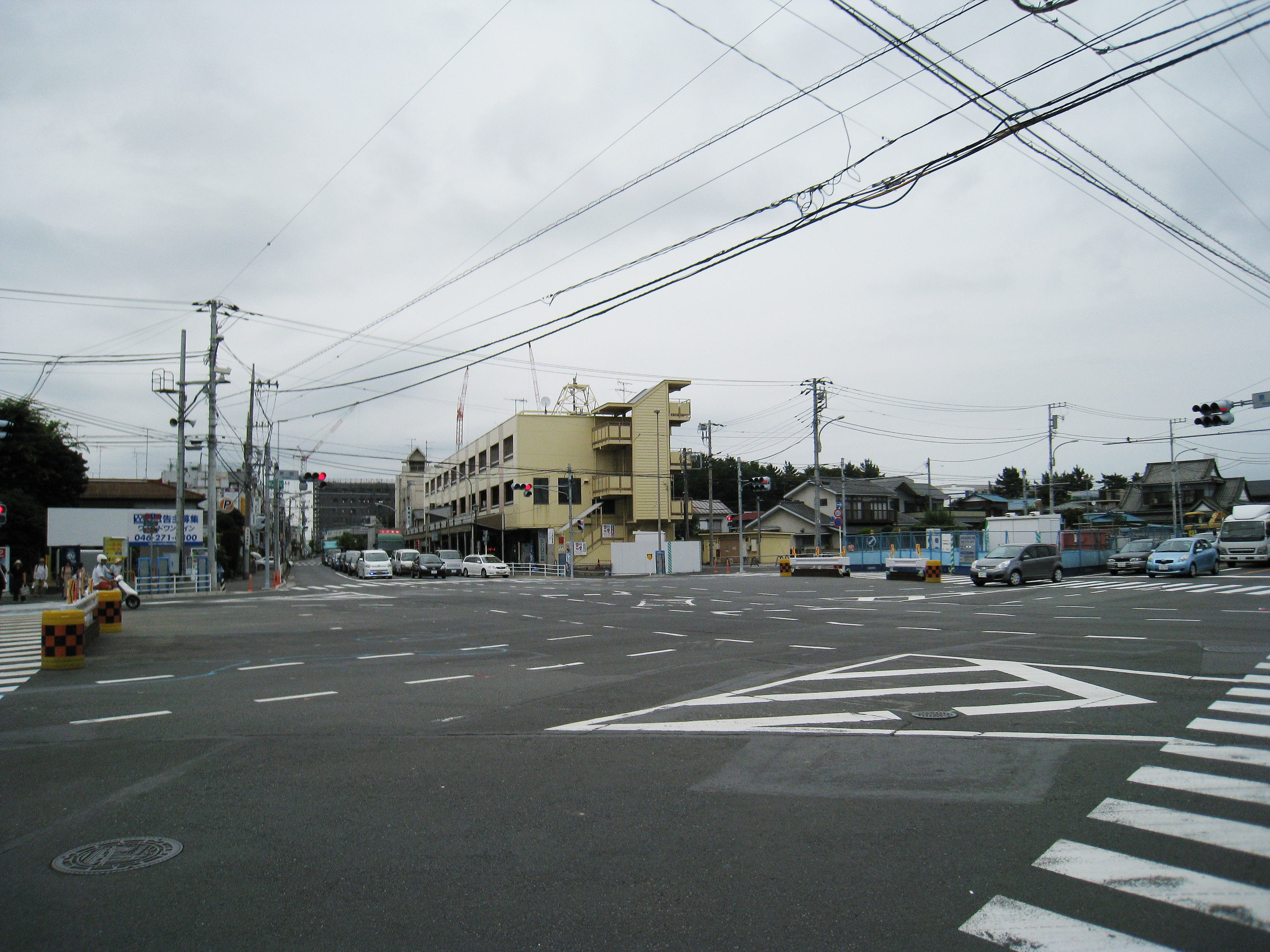
原宿交差点（2009年）

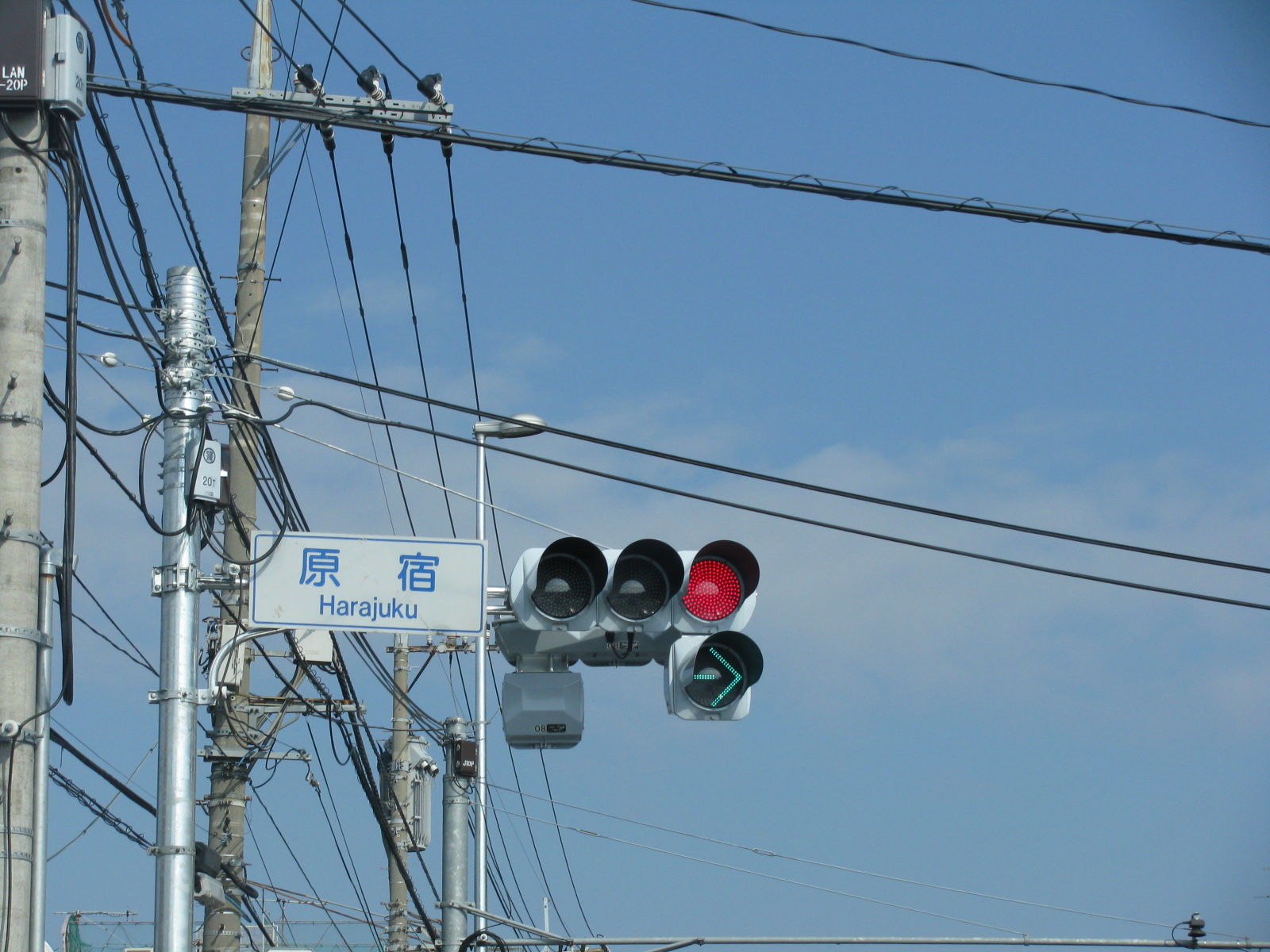
立体交差化前の原宿交差点の信号（2008年）

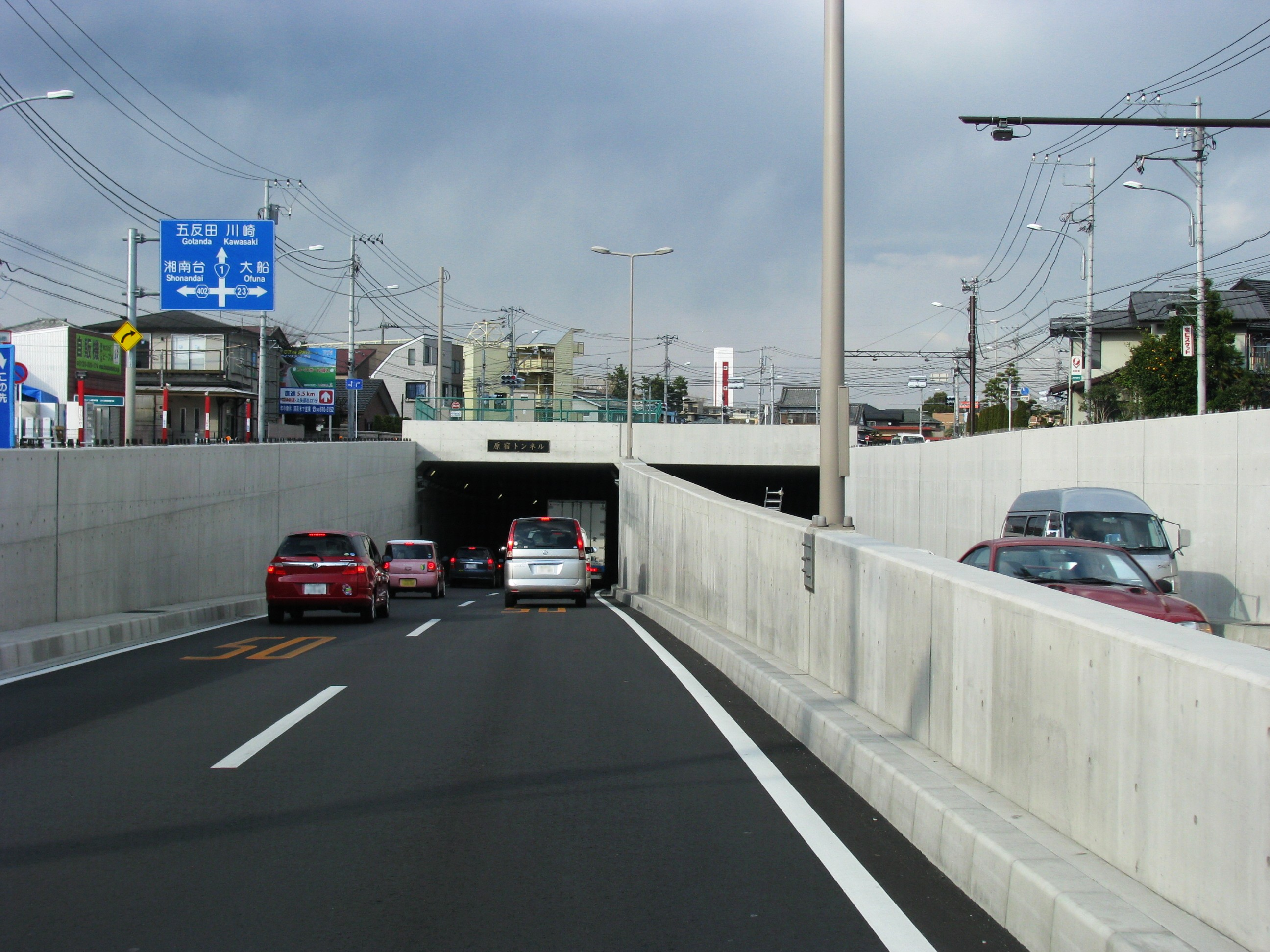
立体交差化で完成した原宿トンネル（2011年）

原宿交差点（はらじゅくこうさてん）は、国道1号と環状4号（神奈川県道23号原宿六ツ浦線）の交差点。
国道1号の戸塚区戸塚町 - 東俣野町間は、信号交差点が7箇所ある4車線道路で、東側に横浜新道と西側に藤沢バイパスという高規格バイパス道路があるため、横浜以東と藤沢・湘南以西を結ぶ道路交通が集中し、とりわけ国道1号と横浜市の主要幹線道路である環状4号が交差する原宿交差点の容量不足により、混雑が著しく渋滞の最大の原因となっていた。
横浜市の中心部からは離れているが、東海道を含め古くからの街道筋が集まる交通の要衝であることから、モータリゼーションの進展と共に渋滞が慢性化。神奈川県内の渋滞スポットとして知名度が高く、長年にわたり県内の渋滞スポット「ワースト1」とされてきた。渋滞は交通不便だけでなく、騒音や大気汚染といった公害ももたらし、また交通事故多発地帯ともなっていた。
1960年代から慢性化した渋滞は、国道1号の利用者のみならず、国道西側地域の住民に大きな犠牲を強いた。さらに交差点の西側地域に1964年に横浜ドリームランドが開業したことで渋滞に拍車がかかり、ドリームランド側は遊園地へのアクセス路線としてモノレールを敷設したが、モノレールは開業直後に事故多発で運行休止、路線バス輸送に転換したため休日の渋滞が悪化。さらに横浜ドリームランドの経営悪化による用地一部売却により、団地群「ドリームハイツ」が造成され地域人口が激増し、交差点付近の渋滞は日時を問わず慢性化した。2002年には横浜ドリームランドが閉園したが、跡地に横浜薬科大学が設立されたため、渋滞解消が急務となっていた。
建設省（当時）は、国道1号を820mにわたり拡幅し、その中央部をトンネル化する計画を立案。「原宿交差点改良事業」として1987年度に事業着手、1991年度には用地買収に着手したものの、折からのバブル景気により地価高騰し用地買収は難航した。2000年度に工事着手。2007年度には車道切替えおよびトンネル本体工事に着手した。この立体交差は一般的な交差点のアンダーパスとは異なり、シールドマシンでトンネルを掘削するもので、一般的なシールドトンネルとも異なる、ハーモニカの穴のようにトンネルを掘る「ハーモニカ工法」を採用した。
2009年度には上り線が開通、2010年12月12日には下り線が開通、約4年間に及ぶトンネル工事を経て、交差点立体化が完了し全線開通した。トンネル開通後の歩道拡幅と舗装工事なども含めた総事業費は約156億円。

## その他

### 日本郵便
- 郵便番号 : 245-0063[3]（集配局：横浜泉郵便局[29]）

### 警察
町内の警察の管轄区域は以下の通りである。
| 町名       | 街区 | 警察署     | 交番     |
| ---------- | ---- | ---------- | -------- |
| 原宿一丁目 | 全域 | 戸塚警察署 | 原宿交番 |
| 原宿二丁目 | 全域 | 戸塚警察署 | 原宿交番 |
| 原宿三丁目 | 全域 | 戸塚警察署 | 原宿交番 |
| 原宿四丁目 | 全域 | 戸塚警察署 | 原宿交番 |
| 原宿五丁目 | 全域 | 戸塚警察署 | 原宿交番 |